# Louise Tomlinson
Louise Tomlinson (1981) es una deportista australiana que compitió en natación. Ganó dos medallas en el Campeonato Mundial de Natación en Piscina Corta de 2004, plata en 4 × 200 m libre y bronce en 4 × 100 m libre.

## Palmarés internacional
| Campeonato Mundial en Piscina Corta | Campeonato Mundial en Piscina Corta | Campeonato Mundial en Piscina Corta | Campeonato Mundial en Piscina Corta |
| Año                                 | Lugar                               | Medalla                             | Prueba                              |
| ----------------------------------- | ----------------------------------- | ----------------------------------- | ----------------------------------- |
| 2004                                | Indianápolis (Estados Unidos)       | Medalla de plata                    | 4 × 200 m libre                     |
| 2004                                | Indianápolis (Estados Unidos)       | Medalla de bronce                   | 4 × 100 m libre                     |